# Tożsamość firmy
Tożsamość firmy – zespół atrybutów i wartości umożliwiających prezentowanie siebie i swoich osiągnięć w szczególnie wyrazisty sposób, czyli przedstawienie się przez samą firmę otoczeniu w celu bezbłędnej identyfikacji siebie i swoich wyrobów bądź usług. Jest to także kompleksowy sposób działania firmy prezentowany na zewnątrz obejmujący: filozofię zarządzania (corporate behaviour), kulturę organizacyjną, system komunikacji firmy z otoczeniem (corporate communication) oraz potencjał inteligencji (corporate intelligence).
Według Ch. Fombruna jest to zbiór wartości i zasad, które pracownicy i menadżerowie wiążą z firmą. Obejmuje ona powszechnie zrozumiałe cechy, których pracownicy używają, by opisać, sposób działania firmy, jej produkty, oraz jej klientów i inwestorów.
Według W. Olinsa (1989) każda organizacja jest wyjątkowa, a jej tożsamość musi mieć źródło w jej korzeniach, osobowości, jej mocnych i słabych stronach. Organizacja tworząca swoją tożsamość powinna odpowiedzieć sobie na pytania: „Kim jesteśmy?”, „Czym się zajmujemy?”, „Jak to robimy?”, „Gdzie chcemy dojść?”. Kategorie te w języku nauk o zarządzaniu odpowiadają mniej więcej temu, co mieści się w pojęciach osobowości, podstawowych kompetencji, kultury organizacyjnej oraz procedur firmy, a także jej misji i wizji.